# Encaste Núñez
Núñez es un tipo de encaste derivado del Encaste Parladé procedente de la Casta Vistahermosa. Por las particularidades genéticas, registradas por el Ministerio del Interior de España, figura dentro del Libro Genealógico de la Raza Bovina de Lidia, dependiente del Ministerio de Agricultura.
Su nombre se debe a la ganadería brava que estaba en propiedad de Carlos Núñez Manso, que en 1938 creó su vacada a partir de las compras de reses a Fernando Parladé, García Pedrajas y del Marqués de Villamarta.

## Historia
Carlos Núñez Manso creó su ganadería en 1938, en plena Guerra Civil, comenzó a trabajar en una finca próxima a Tarifa, llamada Los Derramaderos.
Le compró una punta de ganado de lo más selecto de Fernando Parlade, la cual se encontraba en mano de un ganadero cordobés, Indalecio García Mateo poseedor de la ganadería creada por Manuel Rincón en 1908, tras un breve paso de los prados de Antonio Urquijo hasta 1925, lo adquirido por Carlos Núñez fue el resto de los primitivos rincones puesto que la bancada sufría los estragos del conflicto armado de la Guerra Civil, lo cual obligó al nuevo ganadero a echar la caña en la finca Las Lomas, donde Ramón Mora Figueroa estaba formando su ganadería con reses de García Pedrajas y Conde de la Corte.
Recién acabada la Guerra Civil Carlos Núñez incorpora una punta de ganado de la parte heredada por Concepción Dávila Garbey, hija de los Marqueses de Villamarta, tras esta última aportación de ganado Carlos Núñez Manso reúne en su finca de la baja Andalucía oriental las reses de los Parladé de Rincón, los Pedrajas y lo condeso de Tamaròn, Mora Figueroa y por último refresca la vacada con reses del Marqués de Villamarta.

## Características
Según el Ministerio del Interior, los toros del encaste Núñez reúnen como propias las siguientes características:
- Son ejemplares elipométricos, brevilíneos y con predominio de perfiles rectos y algunos subcóncavos. En general se trata de reses terciadas, bajas de agujas, finas de piel. El cuello es más bien largo, el morrillo está bien desarrollado. La línea dorso-lumbar puede ser ensillada, y tienen la grupa redondeada, con nacimiento de la cola ligeramente levantado y las extremidades son cortas.
- En la cabeza destacan las encornaduras finas desde la cepa y de bastante longitud, acapachadas con frecuencia, y con pitones destacados. A veces suelen insertarse en posiciones altas, presentando todo tipo de encornaduras en cuanto a su dirección, en que abundan los animales bizcos.
- Predominan las pintas negras, coloradas en toda su variedad, castañas y tostadas, dándose también cárdenas y ensabanadas. Ocasionalmente aparecen algunas sardas y salineras. Los accidentales más destacables que acompañan a dichos pelajes son el listón, el chorreado, el jirón, el salpicado, ojo de perdiz, bociblanco y lavado, siendo muy típicas las particularidades en forma de manchas blancas.

## Ganaderías relacionadas
En el año 2009 había 86 ganaderías de encaste Núñez, que sumaban 6591 vacas reproductoras y 337 sementales, entre ellas se encuentran las siguientes ganaderías:
| Hierro           | Ganadería                | Antigüedad | Finca        | Localidad             | Provincia | País   | Procedencia  | Filiación | Estado    | Ref.   |
| ---------------- | ------------------------ | ---------- | ------------ | --------------------- | --------- | ------ | ------------ | --------- | --------- | ------ |
|                  | Aguadulce                |            |              |                       |           |        |              |           |           |        |
|                  | Alcurrucén               | 18-06-1989 | Egido Grande | Navalmoral de la Mata | Cáceres   | España | Carlos Núñez | UCTL      | En activo | [ 12 ] |
| La Mudiona       | Alcurrucén               | 18-06-1989 | Alcollarín   |                       | Cáceres   | España | Carlos Núñez | UCTL      | En activo | [ 12 ] |
| La Cristina      | Alcurrucén               | 18-06-1989 | Olivenza     | Badajoz               |           | España | Carlos Núñez | UCTL      | En activo | [ 12 ] |
| El Cortijillo    | Alcurrucén               | 18-06-1989 | Urda         | Toledo                |           | España | Carlos Núñez | UCTL      | En activo | [ 12 ] |
|                  | Carlos Núñez             |            |              |                       |           |        |              |           |           |        |
|                  | Carriquiri               |            |              |                       |           |        |              |           |           |        |
|                  | El Álamo                 |            |              |                       |           |        |              |           |           |        |
|                  | Francisco Rivera Ordóñez |            |              |                       |           |        |              |           |           |        |
|                  | González Sánchez-Dalp    | -          | San Pedro    | Montellano            | Sevilla   | España |              | UCTL      | En activo | [ 13 ] |
| Monte San Miguel | González Sánchez-Dalp    | -          | Aracena      | Huelva                |           | España |              | UCTL      | En activo | [ 13 ] |
|                  | Los Derramaderos         |            |              |                       |           |        |              |           |           |        |
|                  | Lozano Hermanos          |            |              |                       |           |        |              |           |           |        |
|                  | María del Carmen Camacho |            |              |                       |           |        |              |           |           |        |
|                  | Marcos Núñez             |            |              |                       |           |        |              |           |           |        |
|                  | Nazario Ibáñez           |            |              |                       |           |        |              |           |           |        |
|                  | Toros de la Plata        |            |              |                       |           |        |              |           |           |        |

También han dado origen a ganaderías mezcladas con otros encaste como por ejemplo:
| Hierro             | Ganadería                      | Antigüedad | Finca                 | Localidad                    | Provincia | País   | Procedencia                             | Filiación | Estado       | Ref.   |
| ------------------ | ------------------------------ | ---------- | --------------------- | ---------------------------- | --------- | ------ | --------------------------------------- | --------- | ------------ | ------ |
|                    | Cebada Gago                    | 28-07-1946 | La Zorrera            | Medina Sidonia               | Cádiz     | España | Núñez, Juan Pedro Domecq y Torrestrella | UCTL      | En activo    | [ 14 ] |
| Pozo del Guardia   | Cebada Gago                    | 28-07-1946 | Alcalá de los Gazules |                              | Cádiz     | España | Núñez, Juan Pedro Domecq y Torrestrella | UCTL      | En activo    | [ 14 ] |
| Las Ventillas      | Cebada Gago                    | 28-07-1946 | Alcalá de los Gazules |                              | Cádiz     | España | Núñez, Juan Pedro Domecq y Torrestrella | UCTL      | En activo    | [ 14 ] |
| El Pino            | Cebada Gago                    | 28-07-1946 | Paterna de Rivera     |                              | Cádiz     | España | Núñez, Juan Pedro Domecq y Torrestrella | UCTL      | En activo    | [ 14 ] |
| Corteganilla       | Cebada Gago                    | 28-07-1946 | Jerez de la Frontera  |                              | Cádiz     | España | Núñez, Juan Pedro Domecq y Torrestrella | UCTL      | En activo    | [ 14 ] |
|                    | Conde de la Maza               | 15-08-1963 | Cortijo Arenales      | Morón de la Frontera         | Sevilla   | España | Núñez y Villamarta                      | UCTL      | Desaparecida | [ 15 ] |
|                    | Guadalest                      | 29-06-1843 | La Zamorana           | Toril                        | Cáceres   | España | Núñez y Torrestrella                    | UCTL      | En activo    | [ 16 ] |
|                    | La Dehesilla                   | -          | Jimonete              | Santa Bárbara de Casa        | Huelva    | España | Núñez, Juan Pedro Domecq y Torrestrella | UCTL      | En activo    | [ 17 ] |
| Popo               | La Dehesilla                   | -          | Rosal de la Frontera  |                              | Huelva    | España | Núñez, Juan Pedro Domecq y Torrestrella | UCTL      | En activo    | [ 17 ] |
| Balona             | La Dehesilla                   | -          | Rosal de la Frontera  |                              | Huelva    | España | Núñez, Juan Pedro Domecq y Torrestrella | UCTL      | En activo    | [ 17 ] |
| La Dehesilla       | La Dehesilla                   | -          | Rosal de la Frontera  |                              | Huelva    | España | Núñez, Juan Pedro Domecq y Torrestrella | UCTL      | En activo    | [ 17 ] |
|                    | Mariano y Carmen Arroyo Martín | -          | Malabrigo             | Las Ventas con Peña Aguilera | Toledo    | España | Núñez y Santa Coloma                    | UCTL      | En activo    | [ 18 ] |
| Redondal           | Mariano y Carmen Arroyo Martín | -          |                       | Las Ventas con Peña Aguilera | Toledo    | España | Núñez y Santa Coloma                    | UCTL      | En activo    | [ 18 ] |
| Casa Caballera     | Mariano y Carmen Arroyo Martín | -          |                       | Las Ventas con Peña Aguilera | Toledo    | España | Núñez y Santa Coloma                    | UCTL      | En activo    | [ 18 ] |
| Cercado de la Hoya | Mariano y Carmen Arroyo Martín | -          |                       | Las Ventas con Peña Aguilera | Toledo    | España | Núñez y Santa Coloma                    | UCTL      | En activo    | [ 18 ] |
| Redondal           | Mariano y Carmen Arroyo Martín | -          |                       | Las Ventas con Peña Aguilera | Toledo    | España | Núñez y Santa Coloma                    | UCTL      | En activo    | [ 18 ] |